# Политический пиар
Политический пиар (от англ. Political public relations) — это специализированная деятельность субъектов политики на распространение выгодной информации или дезинформации среди населения для формирования в обществе определённого мнения и принятия решений.

## Черный и белый PR
Различают такие виды политического пиара, как  чёрный и белый.
Чёрный пиар – это распространение информации, которая направлена на подрыв имиджа конкурента (организации или государства) в целях достижения  собственного превосходства либо в иных целях.
К методам чёрного пиара относятся использование компромата — представляющее собой огласку в СМИ конфиденциальной, секретной, интимной или иной скрываемой информации, показывающих конкурентов в неблагоприятных поступках, преступлениях. Кроме того, методы чёрного пиара могут противоречить законам государства и не соответствовать этическим и моральным нормам общества.
Белый пиар – противовес чёрному пиару, подразумевает информационную открытость, предоставление бесспорных информационных доводов. Целью белого пиара является формирование и поддержание своего положительного имиджа, не затрагивая имидж конкурента (организации или государства).

## Сферы политического пиара
Политический пиар разделяют на две основные сферы (тенденции) применения:
1. Технологии избирательных кампаний — региональное воздействие на электорат с целью поддержки определённого кандидата;
2. Государственный пиар — воздействие на всех граждан государства в целях поддержки политики властей.

## Технологии избирательных кампаний

### Цель и задачи
Технологии избирательных кампаний преследуют цель повлиять на выбор электората в выборе того или иного кандидата претендующего на руководящую должность в регионе (государстве).
Основная задача данных технологий заключается в создании положительного образа кандидата как добропорядочного, патриотически настроенного гражданина с безупречной репутацией и богатым жизненным опытом, обладающего планом действий в случае избрания (создание политического имиджа).

### Информационные методы
Процесс завоевания внимания электората к кандидату, выработкой положительного образа называется аттракция (притяжение).
Аттракция является главной задачей для пиар-агентства (группа политтехнологов либо организация занимающееся пиар-услугами), которая нанимается кандидатом для предвыборной гонки за счёт средств предоставленных государством или частными инвесторами.
Для аттракции избирателя необходимы следующие предварительные мероприятия:
- анализ информации по проблемам региона, решение которых включается в предвыборную программу кандидата;
- анализ потребностей целевой аудитории и отработка каналов коммуникации с ней;
- имитация поддержки — создание впечатления о том что данный кандидат поддерживается некими силами и организациями (допускается фиктивность их существования), с названиями подразумевающими положительную социальную активность (например «Народное Единство», «Гражданская правда», «Движение за Справедливость» и т.п.);
- создание положительного образа кандидата основой которому служит подготовленный текст его биографии с акцентированием внимания на некоторых моментах вызывающих симпатии у электората (происхождение из низших социальных слоёв, служба в вооружённых силах, воспитание в многодетной семье, участие в благотворительных  акциях, оказание помощи малоимущим, критика властей и т.д.);
- составление предвыборной программы кандидата с обозначением политической платформы, которая содержит актуальные тезисы;
- составление предвыборного слогана кандидата.

Главными средствами информирования электората о кандидате являются как СМИ так и средства наглядной агитации.
Средства наглядной агитации:
- листовки — отображается биография кандидата, предвыборная программа и реакция на текущие события. Распространяются раздачей населению либо через почту. Также листовки расклеиваются в публичных местах для ознакомления прохожими;
- плакаты — установка крупных плакатов (билбордов) в публичных местах с изображением кандидата на определённом фоне (рядом с известными политиками, в кругу семьи, на фоне известных мест в данном регионе) с минимальным текстом (предвыборный слоган, имя и фамилия кандидата).

СМИ:
- газеты;
- публикация статей с биографией кандидата и предвыборной программой в периодическом выпуске газеты;
- публикация статей о кандидате в специальном целевом выпуске;
- распространение газет со статьями о кандидате, отпечатанных общественными или муниципальными органами на бесплатной основе.
- телевидение — используются несколько способов:

- рекламный ролик — видеоклип (часто с элементами анимации) в котором кандидат коротко рассказывает о своих целях, задачах либо делает обещания адресованные электорату;
- телевизионные передачи показывающие кандидата в быту — существенный фактор «очеловечивания» образа, влияющий на аттракцию избирателя;
- ток-шоу — разделяется на два главных вида:

- Участие кандидата в передаче в которой аудитория и ведущие задают ему вопросы касательно выборов, предвыборной программы, личной жизни, ситуации в государстве и т.д.;
- телевизионные дебаты — участие двух и более кандидатов в передаче в которой они открыто обмениваются мнениями и отвечают на вопросы как ведущих так и аудитории. Является прямой конкурентной формой соперничества кандидатов.

### Прямое общение с избирателями
Также важным фактором аттракции является метод непосредственного общения кандидата с избирателями. Осуществляется он как запланированная встреча кандидата с электоратом, извещённого через СМИ. 
Такие встречи кандидата с избирателями, где он сам от первого лица предоставляет информацию о себе и о своих планах, существенно привлекают количество сторонников, включая из числа избирателей не определившихся с выбором кандидата, либо в некоторых случаях из числа избирателей которые ранее собирались голосовать за конкурентов.
Осуществление встреч с избирателями даёт положительный эффект при максимально большем охвате аудитории, в связи с чем кандидаты вынуждены часто перемещаться на большие расстояния. 

### Чёрный пиар в технологии избирательных кампаний
Чёрными пиар-акциями в электоральном процессе считается любая информация отрицательного характера (компромат) опубликованная в СМИ, подрывающая положительный образ кандидата. Обычно чёрные пиар-акции используются против фаворитов предвыборной гонки, высокие шансы которых определяются составителями рейтингов общественного мнения.
Распространены следующие типы компромата:
- документ подтверждающего либо предполагающего нарушение кандидатом законодательства (коррупция, превышение полномочий, уход от уплаты налогов, сокрытие доходов и незадекларированного имущества и т.д.);
- обвинение со стороны третьих лиц в противоправных действиях кандидата против них (сексуальное домогательство и т.д.);
- обвинение в супружеской неверности;
- нарушение правил соблюдения государственной и военной тайны;
- обвинение в общении с официальными лицами представляющими государство считающееся потенциальным противником.
- обвинения в связях с представителями криминала.

## Государственный пиар
Государственный пиар — комплекс мероприятий преследующих создание образа компетентных и эффективно работающих властных структур, которые способны в полной мере решать стоящие перед ними задачи. По существу определения государственный пиар является пропагандой.
В некоторых случаях государственный пиар может проявляться как инструмент внешней агрессивной политики и преследует цель нанесения информационного воздействия на правительство и население другого государства (см. Информационная война).

### Задачи государственного пиара
Согласно выводам социологических исследований, население не ощущающее должного внимания к себе и к своим проблемам со стороны правительственных органов, когда работа властных структур не контролируется со стороны населения, склонно к насильственным действиям (забастовки, демонстрации, массовые беспорядки и т.п.).
С античной эпохи власти древних государств придерживались политики демонстративного внимания чиновников к населению, конечной целью которого было завоевание доверия:

...Чиновник, который должен выслушивать жалобы клиентов, должен делать это спокойно и без злобы, ибо проситель желает более внимания к его словам, нежели исполнения того, ради чего он пришел...— Книга этикета чиновников Древнего Египта
Основные задачи решаемые в государственном пиаре являются следующие:
- информирование граждан о работе государственных структур;
- создание условий для привлечения граждан к проведению государственных программ (например, в избирательных кампаниях), равно как и поддержка регулирующих программ (экологических, правовых, борьба с курением и т.д.);
- стимулирование поддержки гражданами решения политиков и государственных программ (к примеру оказанием социальной помощи).

Отличием правительственного пиара от пиара в бизнесе является полный охват всего населения, а не определённой категории граждан.
Государственный пиар решает важный вопрос по преодолению социальной (политической) апатии в людских массах, в ситуации когда значительная часть электората по разным причинам не заинтересована в участии в выборном процессе.

### Примеры пиара властных структур
Также государственный пиар обеспечивает доверие населения к правоохранительным органам, одной из конечных целей которого являлось повышение законопослушности. Подобным примером служит создание в СССР художественных фильмов, телесериалов и документальных фильмов о службе работников МВД, КГБ и прокуратуры, выставляющие их в положительном ракурсе. 
Так в 1967 году по личной инициативе главы МВД СССР Щелокова Н. А. состоялась встреча руководства МВД с художниками, в котором художникам предлагалось отказаться от создания карикатур на работников советской милиции и перейти к созданию в картинах положительного образа. В 1969 году для этой цели по приказу Щелокова была создана художественная студия из профессиональных художников, специализирующихся на живописи определенного жанра (ныне Студия художников имени Верещагина). Именно по инициативе Щелокова были созданы самые известные телесериалы и киноленты повествующие о работе советской милиции (Место встречи изменить нельзя, Петровка 38, Рождённая революцией, Огарёва 6, Следствие ведут знатоки и др..).
В США также имеется подобный прецедент, когда усилиями кинематографии и журналистики органу правопорядка создавался положительный имидж. В августе 1933 года по инициативе министра юстиции США Гомера Каммингса и журналиста Кортни Купера была начата акция по созданию положительного имиджа ФБР. В короткие сроки была опубликована серия журнальных статей в которой директор ФБР Эдгар Гувер предстал главной фигурой по борьбе с преступностью. 
В Голливуде по сценарию предложенному Купером был снят художественный фильм о работе агентов ФБР с названием «Люди правительства». Всего до конца 1934 года было снято 7 лент о ФБР. В результате кинематографической популяризации Эдгар Гувер и ФБР стали олицетворением правосудия и сильной власти.

### Методы информирования общественности
Правительство в государственном пиаре использует два метода информирования общественности:
- реактивное информирование — непосредственное объяснение уже произошедших событий;
- проактивное информирование — предварительная подготовка общественного мнения к проведению запланированных правительством действий.

При реактивном информировании удовлетворяется естественное желание граждан как налогоплательщиков, узнать о всех действиях предпринимаемых властями на всех уровнях.
При активном информировании, удовлетворяется естественная потребность граждан к высказыванию собственных мнений путём участия в дискуссиях освещаемых СМИ по поводу планируемых правительством действий, в итоге которых правительство может подкорректировать их с учётом высказанных мнений. То есть при активном информировании власти имеют обратную связь с населением.

### Кризисный пиар
Кризисный пиар (Антикризисный пиар) — особые методы информирования населения в случае наступления в государстве чрезвычайных ситуаций.
Является составной частью Антикризисных коммуникаций.
Задачей кризисного пиара является снижение и предотвращение негативных последствий. К негативным последствиям относятся возникновение паники и слухов, усугубляющих морально-психологическую обстановку в государстве. Неимение разработанного плана действий властных структур в кризисных ситуациях грозит социальными потрясениями.
Эксперт в сфере коммуникативных технологий Почепцов Г. Г. придерживается следующих правил в кризисных пиар-акциях, которые в целом совпадают с правилами разработанными на Западе:  
1. полная ответственность должна лежать на одном человеке;
2. ведущие позиции занимает лицо, в наилучшей степени подготовленное к работе: при этом характеристики возраста, пола, социального статуса не принимаются во внимание;
3. для успеха нет альтернативы: принимаемые решения должны быть правильными и действенными;
4. не может быть ничего святого: нельзя отменять решения из-за обычаев, ритуалов, принятых в обычной ситуациях норм;
5. но одновременно не может быть и никого святого: решения не могут блокироваться из-за личностных отношений: людей, мешающих проведению их в жизнь, нужно немедленно нейтрализовать;
6. время является решающим фактором: необходимо решения проводить в жизнь строго по плану;
7. кризис затрагивает всех и от всех требует самоотверженной работы;
8. положительные результаты по выходу из кризиса должны сразу же широко освещаться СМИ — их должны знать работающие по его преодолению.

В целом правила антикризисного политического пиара совпадают с правилами антикризисного пиара в сфере бизнеса. 
Считается недопустимым постоянное угнетение психического состояния граждан непродуманным информированием населения повторяющегося видеоряда с места событий. К примерам подобных ошибок кризисных пиар-акций относятся непрерывный повтор по всем мировым новостным каналам кадров падающих башен-близнецов в Нью-Йорке 11 сентября 2001 года, или репортажа захваченного террористами театра на Дубровке в Москве 23-26 октября 2002 года.
Также ошибкой в кризисных пиар-акциях считается утаивание властями от населения истинных размеров техногенных катастроф, как это было в конце апреля 1986 года после Чернобыльской аварии.

### Информационная война
Информационная война представляет собой процесс применения государственного пиара против определённого государства, заключающееся в информационно-техническом воздействии на его информационные ресурсы и сети, а также информационно-психологическом воздействии на его население, а также дезинформация распространяемая в мировых СМИ касательно событий происходящих в этом государстве, либо фальсификация событий (чёрный пиар).
Впервые понятие информационной войны было введено руководством ВС США в 1991 году после операции «Буря в пустыне». 
В 1998 году Комитет начальников штабов США издал документ «Доктрина проведения информационных операций» (Joint Doctrine for Information Operations) в котором официально подтверждалось о подготовке наступательных информационных технологий.
Задачи информационной войны одного государства против другого заключаются в следующем:
- создание отрицательного имиджа государства на мировой арене, затруднение сотрудничества с другими государствами;
- создание отрицательного образа правительства в глазах населения этого государства, дискредитация всей системы управления;
- провокация паники и напряжённости среди населения, распространение слухов среди населения стимулирующих недовольство властями, миграцию и межрелигиозные и межнациональные столкновения;
- нарушение системы управления страной, армией, техникой, производствами;
- обвинение государства в преступлениях против человечности и вброс в СМИ сфальсифицированных материалов и документов;
- нанесение ущерба интересам государства в области политики, экономики, социальной и других сферах деятельности;
- манипуляция сознанием населения страны, создание атмосферы бездуховности и безнравственности, пропаганда негативного отношения к культурному наследию.

Методы и способы ведения информационной войны среди большинства экспертов принято называть информационным оружием. 
Согласно принятой в научных кругах и в некоторых официальных органах власти Российской Федерации терминологии, информационное оружие разделяется на два типа:
- информационно-техническое оружие — предназначено для установления контроля над информационными ресурсами потенциального противника; вмешательства в работу его систем управления и информационных сетей, систем связи и т.п. в целях нарушения их работоспособности, вплоть до полного выведения из строя;
- информационно-психологическое оружие — предназначено для скрытного манипулирования сознанием и поведением людей через СМИ.

## Примечание
1. ↑  «Понятие и сущность политического PR». Гуманитарно-правовой журнал «PSYERA» Архивная копия от 7 апреля 2017 на Wayback Machine
2. 1 2  А. В. Пониделко, А. В. Лукашев «Черный PR как способ овладения властью, или Бомба для имиджмейкеров». — Санкт-Петербург: ИД «Бизнес-Пресса», 2002. — С. 52-60, 61-80. — 176 с. — ISBN 5-8110-0048-0.
3. 1 2 3 4 5 6 7 8 9  Шейнов В. П. «Пиар белый и чёрный. Технология скрытого управления людьми.». — Минск: Харвест, 2006. — P. 285-455, 547-650. — 672 p. — ISBN 5-17-033360-9.
4. ↑  Краткая знциклопедия чёрного пиара. Дата обращения: 3 апреля 2017. Архивировано 4 апреля 2017 года.
5. ↑  Г. Франкфорт, Г. А. Франкфорт, Дж. А. Уилсон, Т. Якобсен «В преддверии философии. Духовные искания древнего человека». — М.: «Наука», 1984. — С. 102. — 238 с.
6. ↑  Студия художников имени В.В. Верещагина МВД России. Дата обращения: 3 апреля 2017. Архивировано из оригинала 4 апреля 2017 года.
7. ↑  Образ сотрудника органов внутренних дел в художественном творчестве советской эпохи. Дата обращения: 3 апреля 2017. Архивировано 4 апреля 2017 года.
8. ↑  Брайан Барроу. «Враги общества». Дата обращения: 3 апреля 2017. Архивировано 4 апреля 2017 года.
9. ↑  Сергей Занин. Антикризисные PR-технологии. Дата обращения: 6 апреля 2017. Архивировано из оригинала 2 мая 2017 года.
10. ↑  Joint Doctrine of Information Operations. Дата обращения: 3 апреля 2017. Архивировано из оригинала 4 мая 2017 года.
11. 1 2  Макарова А.Д.
ФГАОУ ВПО «Уральский федеральный университет имени первого Президента России Б.Н. Ельцина». «Характеристика и особенности информационного оружия»
12. ↑  Словарь терминов Министерства чрезвычайных ситуаций Российской Федерации. Дата обращения: 3 апреля 2017. Архивировано из оригинала 4 апреля 2017 года.